# Antilles néerlandaises aux Jeux olympiques d'été de 1972
Les Antilles néerlandaises participent aux Jeux olympiques d'été de 1972 à Munich. Sa délégation est composée de 2 athlètes répartis dans 2 sports et de son porte-drapeau Bèto Adriana. Au terme des Olympiades, la nation n'est pas à proprement classée puisqu'elle ne remporte aucune médaille. 

## Liste des médaillés
Aucun athlète des Antilles néerlandaises ne remporte de médaille durant ces Jeux olympiques.